# Llista de topònims d'Orbanyà
Llista de topònims (noms propis de lloc) d'Orbanyà (Conflent).
Informació actualitzada per un bot. Els canvis manuals es perdran quan s'actualitzi!

## bosc comunal
| imatge | Nom                              | Ubicat a       | instància de | Detalls             | coordenades                                                       | Protecció | Commons (més fotos) | Dades a WD                    |
| ------ | -------------------------------- | -------------- | ------------ | ------------------- | ----------------------------------------------------------------- | --------- | ------------------- | ----------------------------- |
|        | Bosc Comunal d'Orbanyà           | Orbanyà        | bosc comunal | Superfície: 4.45km² | 42° 38′ 53″ N, 2° 16′ 45″ E / 42.648055555556°N,2.2791666666667°E |           |                     | Modifica les dades a Wikidata |
|        | Bosc Comunal de Noedes - Orbanyà | Noedes Orbanyà | bosc comunal |                     | 42° 38′ 08″ N, 2° 15′ 53″ E / 42.635555555556°N,2.2647222222222°E |           |                     | Modifica les dades a Wikidata |

## dolmen
| imatge | Nom                      | Ubicat a      | instància de | Detalls | coordenades                                                                 | Protecció | Commons (més fotos) | Dades a WD                    |
| ------ | ------------------------ | ------------- | ------------ | ------- | --------------------------------------------------------------------------- | --------- | ------------------- | ----------------------------- |
|        | Dolmen de Miralles       | Conat Orbanyà | dolmen       |         | 42° 38′ 10″ N, 2° 19′ 46″ E / 42.636166666667°N,2.3293888888889°E 1214 msnm |           |                     | Modifica les dades a Wikidata |
|        | dolmen del Roc de Jornac | Orbanyà       | dolmen       |         | 42° 37′ 43″ N, 2° 19′ 39″ E / 42.628638888889°N,2.3274444444444°E 1034 msnm |           |                     | Modifica les dades a Wikidata |

## muntanya
| imatge | Nom                  | Ubicat a              | instància de | Detalls | coordenades                                                                        | Protecció | Commons (més fotos) | Dades a WD                    |
| ------ | -------------------- | --------------------- | ------------ | ------- | ---------------------------------------------------------------------------------- | --------- | ------------------- | ----------------------------- |
|        | Pic de la Mosquetosa | Noedes Orbanyà        | muntanya     |         | 42° 38′ 02″ N, 2° 17′ 00″ E / 42.633775°N,2.283292°E 1454.4 msnm                   |           |                     | Modifica les dades a Wikidata |
|        | Pic de la Serra      | Noedes Orbanyà        | muntanya     |         | 42° 37′ 35″ N, 2° 18′ 00″ E / 42.626469444444446°N,2.300025°E 1200.5 msnm          |           |                     | Modifica les dades a Wikidata |
|        | Pic del Lloset       | Noedes Orbanyà        | muntanya     |         | 42° 37′ 50″ N, 2° 17′ 28″ E / 42.630602777777774°N,2.291041666666666°E 1365.2 msnm |           |                     | Modifica les dades a Wikidata |
|        | Pic del Torn         | Mosset Orbanyà        | muntanya     |         | 42° 39′ 43″ N, 2° 17′ 34″ E / 42.662075°N,2.292811111111111°E 1631.4 msnm          |           |                     | Modifica les dades a Wikidata |
|        | Puig del Rocater     | Mosset Orbanyà        | muntanya     |         | 42° 39′ 31″ N, 2° 12′ 51″ E / 42.65864444444444°N,2.214052777777778°E 1589.3 msnm  |           |                     | Modifica les dades a Wikidata |
|        | Roc de Jornac        | Conat Orbanyà         | muntanya     |         | 42° 37′ 38″ N, 2° 19′ 42″ E / 42.62711667°N,2.32828889°E 1049 msnm                 |           |                     | Modifica les dades a Wikidata |
|        | Roc de Peirafita     | Noedes Orbanyà        | muntanya     |         | 42° 38′ 47″ N, 2° 16′ 43″ E / 42.646492°N,2.278647°E 1569.31 msnm                  |           |                     | Modifica les dades a Wikidata |
|        | pic de Portapàs      | Mosset Noedes Orbanyà | muntanya cim |         | 42° 39′ 00″ N, 2° 16′ 00″ E / 42.65°N,2.26667°E 1795.7 msnm                        |           |                     | Modifica les dades a Wikidata |

## port de muntanya
| imatge | Nom                   | Ubicat a             | instància de     | Detalls | coordenades                                                      | Protecció | Commons (més fotos) | Dades a WD                    |
| ------ | --------------------- | -------------------- | ---------------- | ------- | ---------------------------------------------------------------- | --------- | ------------------- | ----------------------------- |
|        | Coll de Marçac        | Conat Noedes Orbanyà | port de muntanya |         | 42° 37′ 29″ N, 2° 16′ 22″ E / 42.624861°N,2.272825°E 1046.8 msnm |           |                     | Modifica les dades a Wikidata |
|        | Coll de la Mosquetosa | Noedes Orbanyà       | port de muntanya |         | 42° 38′ 05″ N, 2° 16′ 59″ E / 42.634803°N,2.283164°E 1478.8 msnm |           |                     | Modifica les dades a Wikidata |
|        | Coll de les Bigues    | Mosset Orbanyà       | port de muntanya |         | 42° 39′ 01″ N, 2° 18′ 55″ E / 42.650208°N,2.315314°E 1361.4 msnm |           |                     | Modifica les dades a Wikidata |
|        | Coll del Mener        | Mosset Orbanyà       | port de muntanya |         | 42° 39′ 34″ N, 2° 17′ 47″ E / 42.659522°N,2.296472°E 1566 msnm   |           |                     | Modifica les dades a Wikidata |
|        | Coll del Torn         | Mosset Orbanyà       | port de muntanya |         | 42° 39′ 37″ N, 2° 17′ 15″ E / 42.660214°N,2.287611°E 1530.2 msnm |           |                     | Modifica les dades a Wikidata |

## Misc
| imatge | Nom                       | Ubicat a | instància de                          | Detalls                                               | coordenades                                                                                               | Protecció | Commons (més fotos)            | Dades a WD                    |
| ------ | ------------------------- | -------- | ------------------------------------- | ----------------------------------------------------- | --- | --------- | ------------------------------ | ----------------------------- |
|        | Marçac                    | Orbanyà  | despoblat                             |                                                       | 42° 37′ 30″ N, 2° 18′ 31″ E / 42.625044444444°N,2.3087472222222°E Conflent 1044 msnm                      |           |                                | Modifica les dades a Wikidata |
|        | Ribera d'Orbanyà          | Orbanyà  | riu                                   | Desemboca: El Callan Llarg: 10.8km                    | 42° 39′ 06″ N, 2° 16′ 53″ E / 42.651742°N,2.281508°E 42° 36′ 51″ N, 2° 21′ 26″ E / 42.614172°N,2.357194°E |           |                                | Modifica les dades a Wikidata |
|        | Sant Esteve d'Orbanyà     | Orbanyà  | església Ús: església                 | Estil: arquitectura romànica Dedicat a: Esteve màrtir | 42° 38′ 18″ N, 2° 18′ 20″ E / 42.6382°N,2.30556°E 663.2 msnm                                              |           | Église Saint-Étienne d'Urbanya | Modifica les dades a Wikidata |
|        | casa de la vila d'Orbanyà | Orbanyà  | instal·lació Ús: seu del govern local |                                                       | 42° 38′ 18″ N, 2° 18′ 20″ E / 42.6384605487704°N,2.3055279101233°E fr:HOTEL DE VILLE, 66500 URBANYA       |           | Town hall of Urbanya           | Modifica les dades a Wikidata |